# Graham Lloyd
Graham Lloyd is een Australisch componist, muziekpedagoog, dirigent, klarinettist en arrangeur.

## Levensloop
Lloyd studeerde klarinet vanaf 1972 bij een militaire muziekschool van het Australische leger. Na het behalen van zijn diploma en het veroveren van een prijs van de muziekuitgeverij Boosey and Hawkes werd hij klarinettist in de 4th Military District Band in Adelaide. In 1976 werd hij instructeur voor klarinet en muziektheorie aan de Army School of Music in Balcombe. In hetzelfde jaar werd hij klarinettist in de Band of the First Recruit Training Battalion in Wagga Wagga. Vanaf 1982 studeerde hij aan de Royal Military School of Music "Kneller Hall" in Twickenham en behaalde aldaar onder anderen zijn diploma als Bandmaster. In 1985 kwam hij weer terug naar Australië en werd kapelmeester van de Band of the 5th Military District in Perth. In september 1987 werd hij bevorderd tot kapitein en werd docent aan de Defence Force School of Music in Macleod (Victoria). Aldaar was hij verantwoordelijk voor de instructie en het training van alle militaire muzikanten van de deelstrijdkrachten van de landmacht en de marine. In 1989 werd hij tweede dirigent van de 3rd Military District Band in Melbourne. Nog in hetzelfde jaar werd hij directeur van de muziek van de Royal Australian Air Force (RAAF) en commandeur van de RAAF Central Band. Ook na de reconstructie van de militaire muziekkapellen in 1997 en de daarmee verbonden fusie van de RAAF Central Band en de RAAF Air Command Band bleef hij commandeur van deze nieuw ontstaan institutie. Na een verdere reconstructie in 2000 werd hij directeur van het RAAF Training Command in Laverton met de bestemming later chef-dirigent van de Air Force Bands te worden. 
In februari 2004 werd hij commandeur en chefinstructeur van de Defence Force School of Music. 
Als gastdirigent leidde hij in 1993 de United States Air Force Band in Washington D.C. en het afsluitingsoptreden van het Federation Bells and Brass Concert in Melbourne 2001 met meer dan 500 muzikanten was het tegelijkertijd het finale van de Melbourne International Music Festival. 
Als arrangeur en componist schreef hij meer dan 300 werken voor harmonieorkest, brassband en orkest. In 1999 voltooide hij zijn muziekstudies bij onder anderen Brenton Broadstock aan de Universiteit van Melbourne en behaalde zijn Master of Music in compositie. Hij is een veel gevraagd jurylid voor concertwedstrijden van de Australische muziekfederaties. 

## Composities

### Werken voor orkest
- The puppet, voor orkest

### Werken voor harmonieorkest of brassband
- 1998 The loaded dog, voor brassband - gebaseerd op het korte verhaal van Henry Lawson
- 2001 Federation celebration, voor harmonieorkest - geschreven voor de 2001 Federation Bells and Brass Concert
- 2001 Get down, voor tuba solo en brassband (of harmonieorkest)
- 2002 A groovy shade of gray, voor brassband
- 2002 Charade, voor brassband
- 2002 Through a soldier's eyes, voor brassband
- 2003 Toms troops, concertmars voor brassband
- 2005 Fanfare for Freedom, voor harmonieorkest
- 2007 From Dawn to Dusk, voor harmonieorkest
- 2008 Visions of Australia, voor harmonieorkest
- Concert, voor trombone en brassband
- Predator, voor harmonieorkest
- Prelude for a festival, voor harmonieorkest

### Vocale muziek

#### Liederen
- My song for you, voor zangstem en orkest

### Kamermuziek
- 1999 Get down, voor tuba en piano
- 1999 Pride & passion, voor bastrombone en piano
- A floret for Ingrid, voor klarinet solo

## Publicaties
- Understanding intonation for musicians (not mathematicians), Australia: Graham Lloyd Music, 2009.
- Masters folio, Thesis (Master of Music) University of Melbourne, Faculty of Music, 1999.